# 418 هـ
418 هـ هي سنة في التقويم الهجري امتدت مقابلةً في التقويم الميلادي بين سنتي 1027 و1028.

## مواليد
- أبو المعين النسفي

## وفيات
- أبو القاسم المغربي

- أبو إسحاق الإسفراييني
- اللالكائي